# Christos (Raches)
Christos (griechisch Χριστός (m. sg.)) auch Christos Rachon, Christos Raches oder kurz auch Raches,  ist ein Bergdorf auf der griechischen Insel Ikaria auf etwa 500 Metern Seehöhe. Die im Westen der Insel gelegene Siedlung liegt zirka fünf Kilometer landeinwärts der Küstenorte Nas und Armenistis. Christos war der Verwaltungssitz des Westteils der Insel, der bis 2010 die eigenständige Gemeinde Raches war.

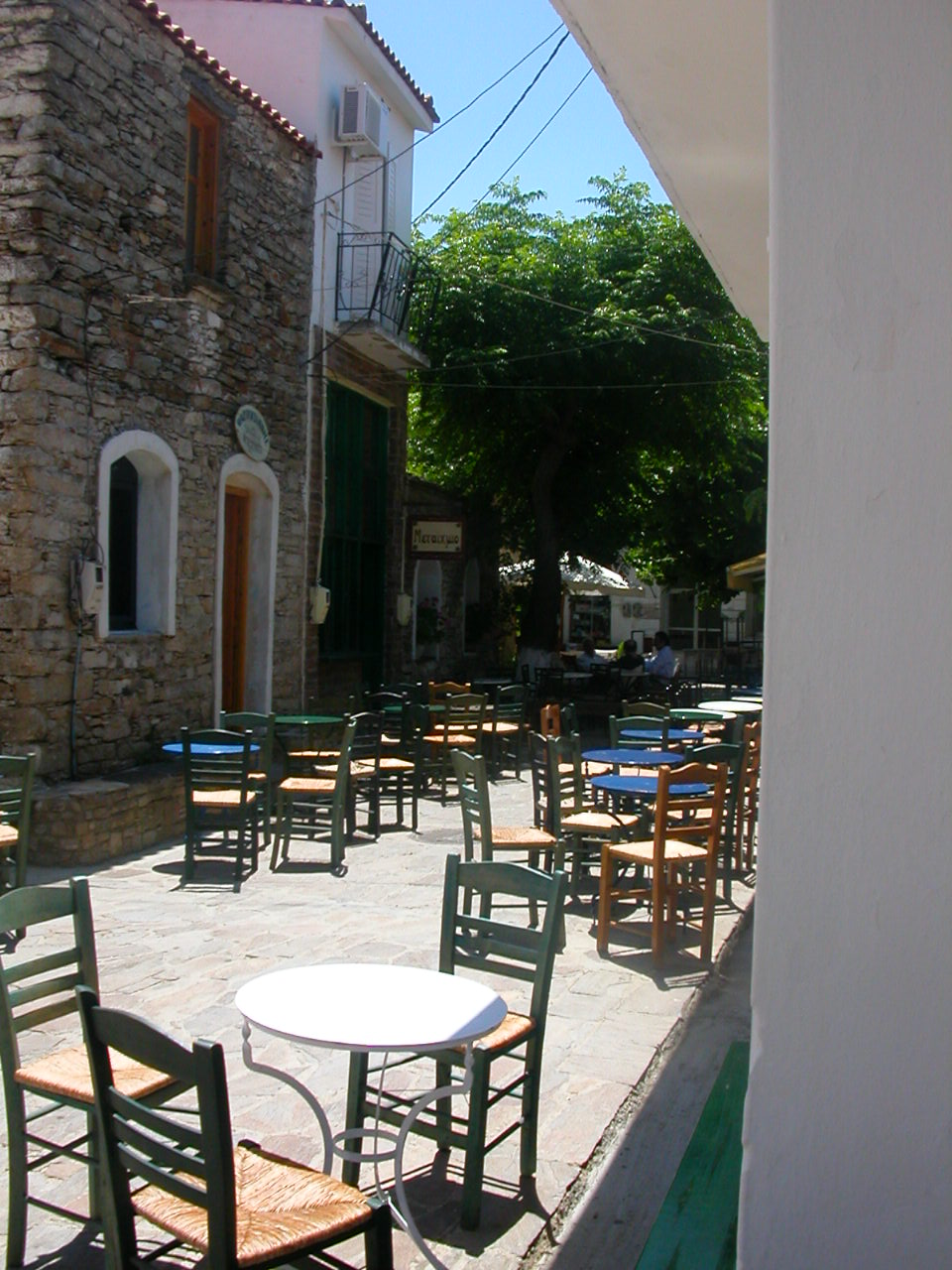
In der Fußgängerzone von Raches

Inmitten von Pinienwäldern gelegen, leben in Christos Raches etwa 350 Menschen. Ikaria, das oft als "roter Fels" bezeichnet wird, findet in Christos Raches eine kommunistische Hochburg. Des Weiteren ist Christos Raches deshalb erwähnenswert, da die Bevölkerung im Gegensatz zu anderen Bergdörfern griechischer Inseln einen komplett unterschiedlichen Lebensrhythmus aufweist. Während der Vormittag und der Nachmittag noch für den mediterranen Raum typisch verschlafen werden, erwachen die Bewohner von Christos Raches viel später als die Bewohner anderer Bergdörfer: Um 21:00 beginnt der Ort, zum Leben zu erwachen, um Mitternacht öffnen die letzten Geschäfte, gegen drei Uhr endet der "Tag".
Christos Raches war ab Juli 1947 der Verbannungsort von Mikis Theodorakis.